# Szopkóc
Szopkóc (szlovákul: Sopkovce) község Szlovákiában, az Eperjesi kerület Homonnai járásában.

## Fekvése
Homonnától 13 km-re, északnyugatra fekszik.

## Története
A települést soltész általi betelepítéssel alapították a 15. században. Katolikus temploma a 15. században már állt. Legkorábbi írásos említése 1543-ból származik. A falu a homonnai uradalomhoz tartozott, birtokosa a Drugeth család volt. A 16. század második felében és a 17. század első felében görögkatolikus pap is működött a településen. 1600-ban 6 adózó háztartásáról tudunk, ezen kívül a soltész háza, templom és plébánia állt a faluban. 1715-ben 9, 1720-ban 8 adózó háztartása volt.
A 18. század végén Vályi András így ír róla: „SZOPKÓCZ. Tót falu Zemplén Várm. földes Ura Gr. Vandernót Uraság, lakosai orosz vallásúak, fekszik Tót Volvához 1/2 órányira; határja 3 nyomásbéli, zabot, és krompélyt terem leginkább, földgye hegyes, agyagos, erdeje bikkes, szőleje nints, piatza Homonnán.”
1828-ban 38 házában 233 lakos élt.
Fényes Elek 1851-ben kiadott geográfiai szótárában így ír a faluról: „Szopkócz, orosz falu, Zemplén vmegyében, Göröginye fiókja: 59 r., 183 g. kath., 5 zsidó lak., gör. anyatemplommal, 489 h. szántófölddel. F. u. Vandernath. Ut. p. N. Mihály.”
Borovszky Samu monográfiasorozatának Zemplén vármegyét tárgyaló része szerint: „Szopkócz, tót kisközség 31 házzal és 150 gör. kath. vallású lakossal. Postája, távírója és vasúti állomása Homonna. A homonnai uradalomhoz tartozott s az újabb korban a gróf Klobusiczkyak voltak az urai. Most gróf Andrássy Sándornak van itt nagyobb birtoka. Gör. kath. temploma 1770-ben épült.”
1920 előtt Zemplén vármegye Homonnai járásához tartozott.

## Népessége
| Év:            | 1994. | 2004.    | 2014.    | 2024.    |
| -------------- | ----- | -------- | -------- | -------- |
| Emberek száma: | 143   | 127      | 110      | 96       |
| Eltérés:       |       | -11,18 % | -13,38 % | -12,72 % |

| Év:            | 2023. | 2024.   |
| -------------- | ----- | ------- |
| Emberek száma: | 99    | 96      |
| Eltérés:       |       | -3,03 % |

1910-ben 140, túlnyomórészt szlovák lakosa volt.
2001-ben 129 szlovák lakosa volt.
2011-ben 118 lakosából 116 szlovák.
2021-ben 100 lakosából 98 szlovák, 2 ismeretlen nemzetiségű.

## Nevezetességei
Szent Miklós püspök tiszteletére szentelt, görögkatolikus temploma 1770-ben épült, 1977-ben megújították.

## Külső hivatkozások
- E-obce.sk Archiválva 2010. július 28-i dátummal a Wayback Machine-ben
- Községinfó
- Szopkóc Szlovákia térképén
- Rövid története
- Travelatlas.sk